# Liste von Krankenhäusern im Rhein-Kreis Neuss
Die Liste von Krankenhäusern im Rhein-Kreis Neuss erfasst vorhandene, ehemals selbständige und ehemalige Krankenhäuser auf dem Gebiet des Rhein-Kreises Neuss.

## Liste
In der Reihenfolge der Gründung:
| Name                                        | Ortschaft             | Jahr der Eröffnung | Träger                             | Anmerkungen | Bild |
| ------------------------------------------- | --------------------- | ------------------ | ---------------------------------- | ----------- | ---- |
| St. Alexius-/St. Josef-Krankenhaus          | Neuss                 | 1858               | ursprünglich St. Josef-Krankenhaus |             |      |
| St.-Alexius-Krankenhaus                     | Neuss                 | 1869               |                                    |             |      |
| Kreiskrankenhaus Grevenbroich St. Elisabeth | Grevenbroich          | 1893               | Rhein-Kreis Neuss Kliniken         |             |      |
| Lukaskrankenhaus                            | Neuss                 | 1911               |                                    |             |      |
| Johanna-Etienne-Krankenhaus                 | Neuss                 | 1968               |                                    |             |      |
| Kreiskrankenhaus Dormagen                   | Dormagen-Hackenbroich | 1980               | Rhein-Kreis Neuss Kliniken         |             |      |
| Alexianer-Klinik Meerbusch                  | Meerbusch             |                    |                                    | [ 1 ]       |      |
| St. Mauritius Therapieklinik Meerbusch      | Meerbusch             |                    |                                    |             |      |
| St. Elisabeth-Hospital Meerbusch-Lank       | Meerbusch-Lank        |                    |                                    |             |      |